# Giáo hội Phật giáo Việt Nam

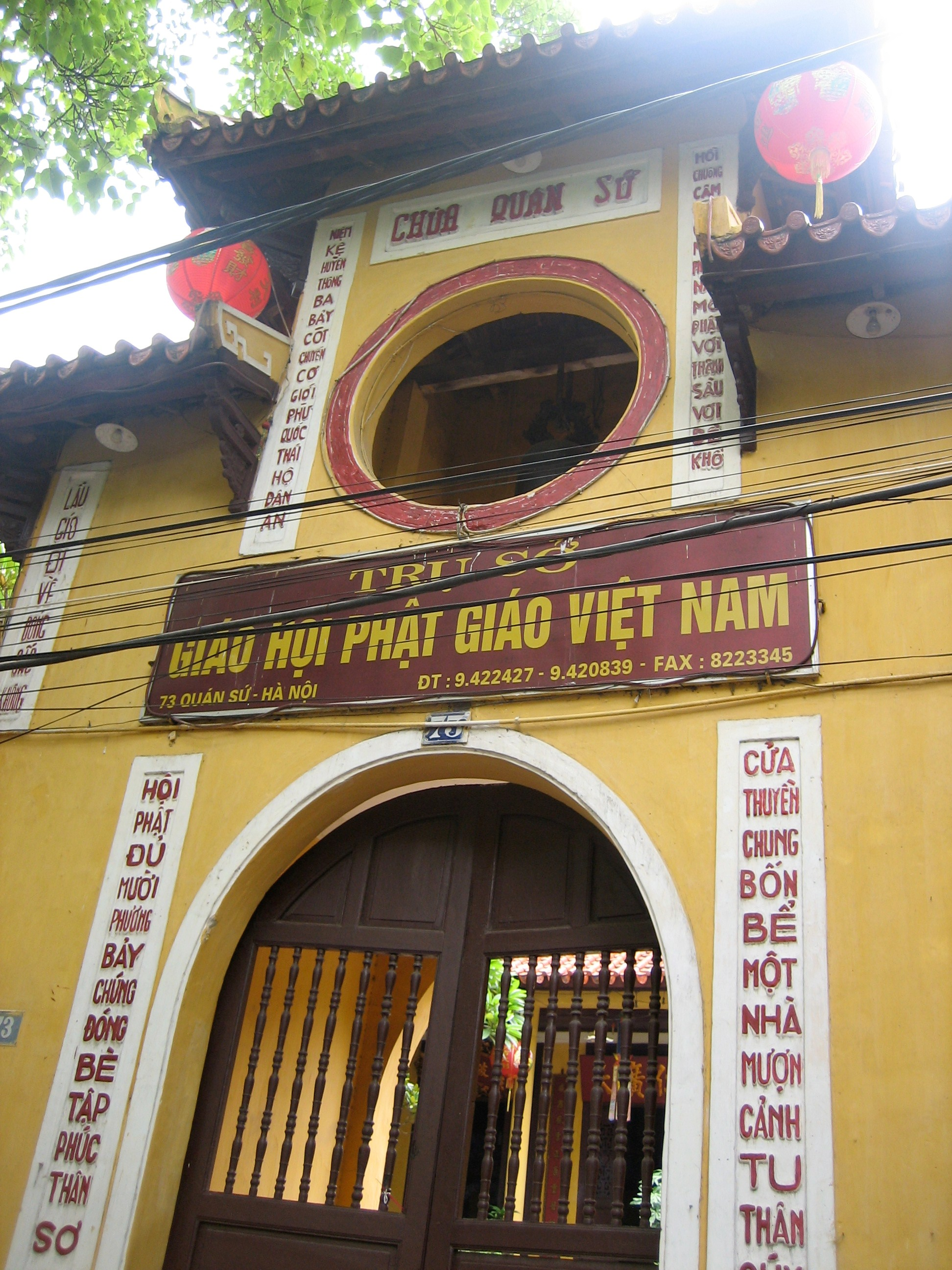
Chùa Quán Sứ, een van de hoofdkwartieren van de vereniging

Giáo hội Phật giáo Việt Nam of Boeddhistische geloofsgemeenschap van Vietnam is de enige boeddhistische vereniging in Vietnam die door de Vietnamese overheid erkend wordt. Zij is lid van het Vietnamese Vaderlandsfront. De Giáo hội Phật giáo Việt Nam werd opgericht na de Vietnamese Boeddhistische Conventie in 1981, om de activiteiten van de sangha te verenigen. Van 2007 tot 2012 was Thich Pho Tue de zesde voorzitter.
Đạo pháp, Dân tộc, Chủ nghĩa xã hội is het motto van de organisatie en betekent Dharma, etniciteit en socialisme.